# Pasión rival
Pasión Rival (original: "Enten/Eller") es una serie de televisión danesa de ficción emitida por SundanceTV estrenada el 13 de mayo de 2021.

## Resumen
Dos jóvenes, Maja (Emilie Kruse) y William (Nikolaj Dencker Schmidt), acaban de despertarse juntos en el apartamento de William tras una noche de desenfreno. Apenas se conocen pero ambos tienen la sensación de estar enamorándose. Unas horas después, se reconocen a lo lejos por las calles de Copenhague. En ese mismo momento, son conscientes de haber dormido con el enemigo: Maja es miembro de un partido socialista y William milita en un partido liberal. 

## Reparto
| Actor                    | Personaje | Descripción |
| ------------------------ | --------- | ----------- |
| Emilie Kruse             | Maja      |             |
| Nikolaj Dencker Schmidt  | William   |             |
| Nana Parbst              | Line      |             |
| Kasper Løfvall Stensbirk | Oskar     |             |
| Alexander Mayah Larsen   | Alex      |             |